# Hrabkov
Hrabkov és un poble i municipi d'Eslovàquia. Es troba a la regió de Prešov, al nord del país. La primera referència escrita de la vila data del 1330.

## Demografia
| Godina             | 1994 | 2004   | 2014   | 2024   |
| ------------------ | ---- | ------ | ------ | ------ |
| Nombre de persones | 773  | 702    | 698    | 735    |
| Diferència         |      | −9,18% | −0,56% | +5,30% |

| Godina             | 2023 | 2024   |
| ------------------ | ---- | ------ |
| Nombre de persones | 716  | 735    |
| Diferència         |      | +2,65% |